# Orthotrichia bisetula
Orthotrichia bisetula is een schietmot uit de familie Hydroptilidae. De soort komt voor in het Afrotropisch gebied.